# تاکویا امورا
تاکویا امورا (انگلیسی: Takuya Uemura) یک کاراته کا ژاپنی است. وی در مسابقات کاراته قهرمانی جهان در مسابقات کاتای تیمی مردان، در کنار ریو کیونا و آراتا کینجو، دو بار مدال طلا را از آن خود کرد. وی همچنین چهار بار در همین بخش در مسابقات کاراته قهرمانی آسیا برنده مدال طلا شده‌است.

## دستاوردها
| سال  | رقابت                | محل              | رتبه بندی | رویداد     |
| ---- | -------------------- | ---------------- | --------- | ---------- |
| ۲۰۱۵ | مسابقات قهرمانی آسیا | یوکوهاما، ژاپن   | یکم       | کاتای تیمی |
| ۲۰۱۶ | قهرمانی جهان         | لینز، اتریش      | یکم       | کاتای تیمی |
| ۲۰۱۷ | مسابقات قهرمانی آسیا | آستانه، قزاقستان | یکم       | کاتای تیمی |
| ۲۰۱۸ | مسابقات قهرمانی آسیا | امان، اردن       | یکم       | کاتای تیمی |
| ۲۰۱۸ | قهرمانی جهان         | مادرید، اسپانیا  | یکم       | کاتای تیمی |
| ۲۰۱۹ | مسابقات قهرمانی آسیا | تاشکند، ازبکستان | یکم       | کاتای تیمی |